# Lebensraum
Lebensraum (tysk for råderum for livsudfoldelse; biotop, levested; livsrum) var en af Adolf Hitlers grundlæggende ideer og dermed en vigtig del af den nazistiske ideologi. Den udgjorde hovedrationalet bag Tysklands voldsomme ekspansionsplaner i 1900-tallet. Kernen i begrebet var en mytoman, romantisk idé om at det tyske folk var uløseligt knyttet sammen med jorden (Blut und Boden), og at det måtte genskabe det forhold til jorden, som den voldsomme modernisering havde revet bort. Lebensraum skulle skaffes ved at fortrænge de slaviske folkeslag fra Østeuropa og lade germanske folkeslag bosætte sig der i stedet; derfor kaldes begrebet også for Lebensraum im Osten (livsrum i øst).

## Oprindelse
Ideen om et større Tyskland var på ingen måde ny. Omkring 1900 begyndte den tyske etnograf Friedrich Ratzel at benytte udtrykket Lebensraum for at beskrive det, han anså for at være det store tyske folks naturlige ret til at udvide territoriet, som kolonimagterne Frankrig og England havde gjort i årevis.

## Konkret geografisk betydning
Lebensraum skulle hovedsageligt findes i Østeuropa, og tanken hang sammen med foragten for de slaviske folkeslag, der i tysknationalistiske kredse blev anset for underlegne længe før Hitler. I 1917 tabte Rusland 1. Verdenskrig til tyskerne og blev pålagt den hårde fredsaftale i Brest-Litovsk freden. Sovjetrusland tabte Baltikum, Hviderusland og Ukraine, som skulle indgå i et tysk domineret interesseområde. Dog var General Erich Ludendorffs vidtgående planer om at annektere store territorier foreløbig slået fejl.
Hans Grimms roman fra 1926, “Volk ohne Raum“ (folk uden livsrum), blev til et vidt udbredt slagord i Weimarrepublikkens nationalistiske kredse.

## Lebensraum i nazistisk kontekst
Lebensraum-tankegangen var hovedrationalet bag Hitlers angreb på Polen den 1. september 1939, der indledte 2. verdenskrig, og hans felttog mod Sovjetunionen under Operation Barbarossa i juni 1941. Det var meningen, at mange af de erobrede østeuropæiske områder skulle underlægges Tyskland, og at tyske mænd skulle slå sig ned på store herregårde og grundlægge store familier. De slaviske folkeslag skulle berøves deres kultur og indtage en plads som en underklasse af dårligt betalte landarbejdere. Efterhånden skulle de slaviske folkeslag skubbes længere og længere mod øst.
Ideen om Lebensraum til den ariske race, det tyske folk, udmøntede sig kraftigst i Heinrich Himmlers Generalplan Ost, der planlagde udryddelsen af de "mindreværdige" folkeslag, når først jøderne var blevet udryddet. Som følge af denne plan blev mange af de tyske bosættelser, der siden middelalderen havde spredt sig over Østeuropa, tvangsforflyttet til områder i Polen, så de dér kunne udvide tyskheden i området. Horst Köhler (tysk forbundspræsident 2004–10) blev sammen med sine forældre flyttet på baggrund af denne plan.
I de erobrede østområder var det Hitlers og Himmlers plan at huse 100 millioner tyskere. Størstedelen af de slaviske folkeslag skulle udryddes eller skubbes længere mod øst bag Uralbjergene til Sibirien, eller holdes som slavearbejdere. Transporten af levnedsmidler fra de østlige områder til Tyskland og værnemagtens plyndringer under 2. verdenskrig skal ses i dette lys. Lige som den bevidste udsultning af millioner af sovjetiske krigsfanger – hvoraf de fleste led hungersdøden.

## Nøgledokumenter og udtalelser om Lebensraum
En omfangsrig liste af nøgledokumenter viser hvor meget af Hitlers politik blev styret af ønsket og ideen om Lebensraum.
- Umiddelbart efter magtovertagelsen den 3. februar 1933 offentliggjorde Hitler sit Lebensraumprogram for generalerne:

„Hvordan skal politisk magt, når den er vundet, anvendes? Er ikke til at sige endnu. Måske tilkæmpelse af nye eksportmuligheder, måske – og vel nok bedre – erobring af nyt Lebensraum i øst og en efterfølgende hensynsløs germanisering af dette område.“
- I Hitlers hemmelige tilføjelse til Fireårsplanen, i hvilken det blev krævet, at den tyske hær og den tyske økonomi skulle være klar til krig indenfor fire år:

„Den endelige løsning ligger i en udvidelse af henholdsvis Lebensraum og råstof og ernæringsgrundlaget for vort folk. Det er den politiske ledelses opgave at løse dette spørgsmål.“
- Den 5. november 1937 forklarede Hitler de øverste officerer fra den tyske værnemagt, at det tyske Lebensraum-spørgsmål kun ville kunne løses gennem krig.(Hoßbach-Protokoll)

- Den 23. maj 1939 gjorde Hitler følgende klart for sine øverste befalingsmænd:

„Lebensraum, eller størrelsen af staten, er grundlaget for al magt. Man kan se bort fra dette et stykke tid, men på et tidspunkt vil man blive nødt til at tage stilling til problemet. Tilbage står så kun valget mellem nedgang eller opgang. Om 15-20 år vil vi blive nødt til at finde en løsning. Længere tid kan en tysk statsmand ikke vente på at løse problemet.“ 
- Den 23. november 1939 gjorde Hitler følgende klart for sine øverste befalingsmænd:

„Det stigende folketal kræver større Lebensraum. Mit mål var at tilvejebringe et fornuftigt forhold mellem folketal og folkeplads. Her må kampen sættes ind. Intet folk kan komme uden om at løse dette problem, ellers må det give afkald og efterhånden sygne hen og gå under.“ 